# Gattyana mossambica
Gattyana mossambica är en ringmaskart som beskrevs av Francis Day 1962. Gattyana mossambica ingår i släktet Gattyana och familjen Polynoidae.
Artens utbredningsområde är Moçambique. Inga underarter finns listade i Catalogue of Life.